# 常州府
常州府，中国明清时设置的府，在今江苏省境内。

常州府在江苏省的位置（1820年）

元朝至正十七年（1357年），朱元璋改常州路置长春府，治所在武进县（今江苏省常州市），寻改常州府。属南直隶。万历末年，避光宗朱常洛名讳，又改尝州府，后复为常州府。
在明代，常州府属于南直隶，下辖武进县（相当于今常州市区）、无锡县（相当于今无锡市市辖区）、江阴县（今江阴市及张家港市一部分）、宜兴县（今宜兴市）和靖江县（今靖江市）5县，辖区范围基本上相当于今日常州市区(不含金坛区)、无锡市全境、隶属泰州市之靖江市以及隶属苏州市之张家港市小部分。
清朝雍正四年（1726年），常州府的大部分县份都因人口、赋税繁多，而一分为二：从武进县分出阳湖县；从无锡县分出金匮县，从宜兴县分出荆溪县，因此常州府的辖县增加到8个，称为“中吴八邑”。民国初年，全国废府，故废。

## 延伸阅读
[在维基数据编辑]
 《欽定古今圖書集成·方輿彙編·職方典·常州府部》，出自陈梦雷《古今圖書集成》